# 蔡廷玉
蔡廷玉（？—782年），唐朝幽州昌平县（今北京市昌平区）人。
蔡廷玉事奉安禄山时，没有名声。与朱泚是同乡，小时候很亲近，朱泚为幽州节度使，奏请蔡廷玉署幕府。蔡廷玉深谋远虑，善与人交往，内外之人都和他友好。幽州将士骄悍，蔡廷玉多次劝说朱泚入朝，于是被囚禁了一年多。朱泚问他：“能悔过吗？不然，你就死了。”他回答：“不杀我，公得名。杀我，吾得名。”朱泚不能屈，待之如初。朱泚最后听从劝说，把军队交给弟弟朱滔，入朝，蔡廷玉跟从，唐代宗下诏授朱泚为泾原凤翔节度使，蔡廷玉以大理少卿为朱泚司马。朱滔非常讨厌蔡廷玉，上表请杀了他，又写信给朱泚，朱泚不从。唐德宗时，朱滔参与河朔四王（魏王田悦、赵王王武俊、冀王朱滔、齐王李纳）之乱，诬害蔡廷玉。唐德宗贬蔡廷玉柳州司户参军，来慰抚朱滔。蔡廷玉在途中经过灵宝时，投黄河自杀。